# Alcazar
Alcazar byla švédská popová a taneční skupina. Od založení v roce 1998 se ustálila jako jedna z nejúspěšnějších formací taneční hudby. Jejího nejúspěšnějšího singlu „Crying At The Discoteque“ se v Evropě, USA, Austrálii, Kanadě a dalších zemích prodalo dohromady přes 2,5 milionu kopií.
Po dvouleté pauze se skupina dala znovu dohromady v roce 2013 krátce před účastí ve švédském národním kole do Eurovize, v němž obsadili 8. března třetí místo. O vítězství v soutěži předtím usilovali už čtyřikrát. Skupina ukončila svou činnost po rozlučkovém turné v roce 2018.

## Historie
Skupinu v roce 1998 založil zpěvák Andreas Lundstedt na podnět producenta Alexandra Barda, který mu nabídl několik písní. Andreas do projektu přizval zpěvačky Tess Merkel a Anniku Kjærgaard. „Crying At The Discoteque“, třetí singl z debutového alba Casino (2000) zaujal v hitparádách v Evropě, Severní i Jižní Americe.
Koncem roku 2002 skupina přibrala čtvrtého člena, Magnuse Carlssona, bývalého člena formace Barbados a Andreasova přítele. Jejich vztah přitahoval značnou pozornost médií. V novém roce se skupina poprvé pokusila o vítězství v Melodifestivalenu, švédském národním kole Eurovize. S písní „Not a Sinner Nor a Saint“ po postupu z Druhé šance obsadili třetí místo, dobyli švédské žebříčky a získali zlatou desku. Následně za asistence mnoha význačných hudebníků včetně členů skupiny Pet Shop Boys vydali druhou studiovou nahrávku Alcazarized. Na úspěchy předešlých singlů „Sexual Guarantee“, „Crying At The Discoteque“ či „Don't You Want Me“ navázali především skladbou „This Is The World We Live In“.
V roce 2005 skupina obdržela pozvánku hned do dvou národních výběrů Eurovize - vedle švédského Melodifestivalenu zájem projevila také BBC. Skupina přijala nabídku švédského vysílatele a s písní „Alcastar“ opět postoupila z Druhé šance a získala třetí místo. Následně však členové skupiny oznámili pauzu – Andreas reprezentoval Švýcarsko na Eurovizi 2006 ve skupině Six4One a zahrál si v muzikálu, Magnus dvakrát za sebou zkusil své štěstí v Melodifestivalenu a vzal si svého přítele Matse, zatímco Therese se věnovala spolupráci s kapelou The Poodles.
Do formace se o dva roky později vrátili pouze Andreas a Therese. Na koncertě v Londýně s nimi vystoupila nová členka Lina Hedlund. V roce 2009 znovu vyzkoušeli Melodifestivalen – se singlem „Stay The Night“ tentokrát postoupili rovnou do finále, kde skončili pátí. Jejich následující pokus s písní „Headlines“ skončil v kole Druhá šance.
V srpnu 2011 Alcazar naposled veřejně vystoupili ve Stockholmu před svou další pauzou.
Na počátku roku 2013 se skupina dala nakrátko znovu dohromady, když se směsí svých singlů vystoupila jako host v Melodifestivalenu po boku Dannyho Sauceda. Přesně o rok později na jeho pódiu stanuli opět jako soutěžící – s písní „Blame It On The Disco“ postoupili do finále, kde 8. března Eurovizi 2014 obsadili třetí místo za Sannou Nielsen a Ace Wilder. Skladba "In the Name of Love" se v roce 2018 stala oficiální znělkou festivalu EuroPride. Skupina se ve stejném roce vydala na rozlučkové turné po Švédsku s názvem 20 Years of Disco - Mission Completed, po jehož absolvování  ukončila činnost. V únoru 2020 skupina mimořádně vystoupila coby speciální host Melodifestivalenu, kterým Lina Hedlund provázela jako moderátorka.

## Diskografie

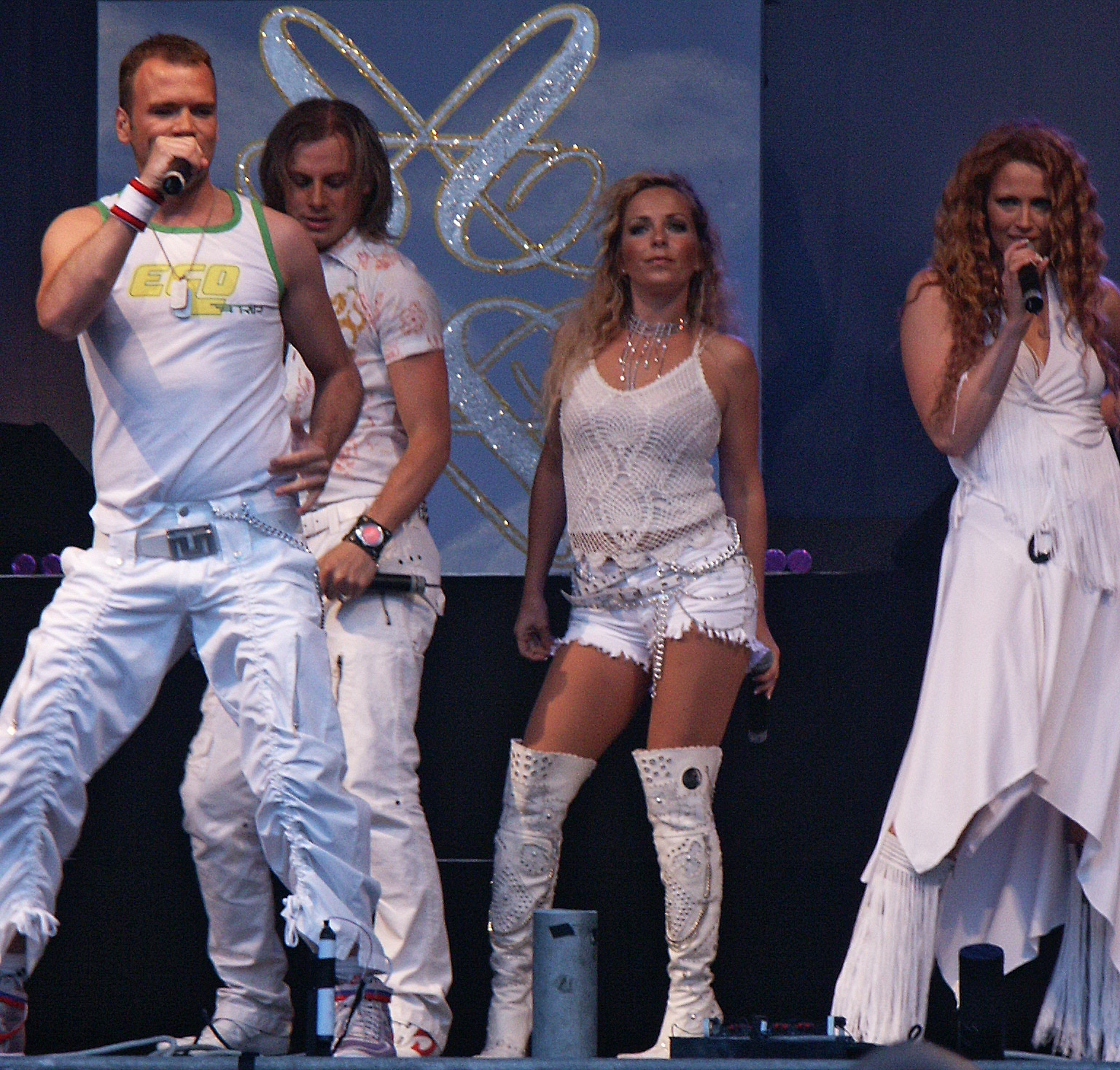
Čtyřčlenná sestava Alcazar vystupuje v Borås (2005)

### Studiová alba
- Casino (2000)
- Alcazarized (2003)
- Dancefloor Deluxe (2004)
- Disco Defenders (2009)

### Singly
- „Shine On“ (1999)
- „Ritmo Del Amor“ (2000)
- „Crying at the Discoteque“ (2001)
- „Sexual Guarantee“
- „Don't You Want Me“ (2002)
- „Not a Sinner, Nor a Saint“ (2003)
- „Ménage à trois“
- „Someday“
- „Love Life“
- „This is the World We Live in“ (2004)
- „Physical“
- „Here I Am“
- „Alcastar“ (2005)
- „Start the Fire“
- „We Keep on Rockin'“ (2008)
- „Inhibitions“
- „Stay the Night“ (2009)
- „Burning“
- „From Brazil With Love“
- „One Two Three Four“
- „Last Christmas“
- „Headlines“ (2010)
- „Blame It On The Disco“ (2014)